# Neuseeländische Cricket-Nationalmannschaft in Indien in der Saison 2010/11
Die Tour der neuseeländischen Cricket-Nationalmannschaft nach Indien in der Saison 2010/11 fand vom 4. November bis zum 10. Dezember 2010 statt. Die internationale Cricket-Tour war Bestandteil der Internationalen Cricket-Saison 2010/11 und umfasste drei Tests und fünf ODIs. Indien gewann die Test-Serie 1–0 und die ODI-Serie 5–0.

## Vorgeschichte
Indien bestritt zuvor eine Tour gegen Australien, Neuseeland in Bangladesch. Die letzte Tour der beiden Mannschaften gegeneinander fand in der Saison 2008/09 in Neuseeland statt.

## Stadien
Als Austragungsorte wurden die folgenden Stadien festgelegt. Ursprünglich sollten Tests im Wankhede Stadium in Mumbai und im Ranji Stadium in Kolkata stattfinden, mussten jedoch auf Grund für Renovierungsarbeiten für den Cricket World Cup 2011 durch Nagpur und Hyderabad ersetzt werden.
| Stadion                                    | Stadt     | Kapazität | Spiele  |
| ------------------------------------------ | --------- | --------- | ------- |
| Sardar Patel Stadium                       | Ahmedabad | 54.000    | 1. Test |
| M. Chinnaswamy Stadium                     | Bangalore | 42.000    | 4. ODI  |
| M. A. Chidambaram Stadium                  | Chennai   | 46.000    | 5. ODI  |
| Nehru Stadium                              | Guwahati  | 15.000    | 1. ODI  |
| Rajiv Gandhi International Cricket Stadium | Hyderabad | 55.000    | 2. Test |
| Sawai Mansingh Stadium                     | Jaipur    | 23.185    | 2. ODI  |
| Vidarbha Cricket Association Stadium       | Nagpur    | 45.000    | 3. Test |
| IPCL Sports Complex Ground                 | Vadodara  | 20.000    | 3. ODI  |

## Kaderlisten
Neuseeland benannte seinen Test-Kader am 24. Oktober, und seinen ODI-Kader am 16. November 2010.
Indien benannte seinen Test-Kader am 25. Oktober 2010.
| Test | Test | ODI | ODI |
| Indien | Neuseeland | Indien | Neuseeland |
| --- | --- | --- | --- |
| - Mahendra Singh Dhoni (K & wk) - Virender Sehwag (VK) - Rahul Dravid - Gautam Gambhir - Zaheer Khan - VVS Laxman - Amit Mishra - Pragyan Ojha - Cheteshwar Pujara - Suresh Raina - Ishant Sharma - Harbhajan Singh - Sreesanth - Sachin Tendulkar - Murali Vijay | - Daniel Vettori (K) - Brent Arnel - Hamish Bennett - Martin Guptill - Gareth Hopkins (wk) - Chris Martin - Brendon McCullum - Tim McIntosh - Andy McKay - Jeetan Patel - Jesse Ryder - Tim Southee - Ross Taylor - Bradley-John Watling - Kane Williamson | - Gautam Gambhir (K) - Suresh Raina - Ravindra Jadeja - Ashish Nehra - Sreesanth - Vinay Kumar - Saurabh Tiwary - Wriddhiman Saha (wk) - Yuvraj Singh - Virat Kohli - Murali Vijay - Ravichandran Ashwin - Munaf Patel - Parthiv Patel (wk) - Zaheer Khan | - Daniel Vettori (K) - Grant Elliott - James Franklin - Martin Guptill - Gareth Hopkins (wk) - Jamie How - Brendon McCullum - Nathan McCullum - Andy McKay - Kyle Mills - Tim Southee - Scott Styris - Ross Taylor - Daryl Tuffey - Kane Williamson |

## Tests

### Erster Test in Ahmedabad
| 4. – 8. November Scorecard | Ahmedabad | Indien 487 (151.5) & 266 (102.4) | – | Neuseeland 459 (165.4) & 22-1 (10) |
|                            |           | Remis                            |   |                                    |

### Zweiter Test in Hyderabad
| 12. – 16. November Scorecard | Hyderabad | Neuseeland 350 (117.3) & 448-8d (135) | – | Indien 472 (143.4) & 68-0 (17) |
|                              |           | Remis                                 |   |                                |

### Dritter Test in Nagpur
| 20. – 24. November Scorecard | Nagpur | Neuseeland 193 (66.3) & 175 (51.2)            | – | Indien 566-8d (165) |
|                              |        | Indien gewinnt mit einem Innings und 198 Runs |   |                     |

## One-Day Internationals

### Erstes ODI in Guwahati
| 28. November Scorecard | Guwahati | Indien 276 (49)            | – | Neuseeland 236 (45.2) |
|                        |          | Indien gewinnt mit 40 Runs |   |                       |

### Zweites ODI in Jaipur
| 1. Dezember Scorecard | Jaipur | Neuseeland 258-8 (50)        | – | Indien 259-2 (43) |
|                       |        | Indien gewinnt mit 8 Wickets |   |                   |

### Drittes ODI in Vadodara
| 4. Dezember Scorecard | Vadodara | Neuseeland 224-9 (50)        | – | Indien 229-1 (39.3) |
|                       |          | Indien gewinnt mit 9 Wickets |   |                     |

### Viertes ODI in Bangalore
| 7. Dezember Scorecard | Bangalore | Neuseeland 315-7 (50)        | – | Indien 321-5 (48.5) |
|                       |           | Indien gewinnt mit 5 Wickets |   |                     |

### Fünftes ODI in Chennai
| 10. Dezember Scorecard | Chennai | Neuseeland 103 (27)          | – | Indien 107-2 (21.1) |
|                        |         | Indien gewinnt mit 8 Wickets |   |                     |

## Statistiken
Die folgenden Cricketstatistiken wurden bei dieser Tour erzielt.
| Tests            | Tests      | Tests   | Tests   | Tests   | Tests   | Tests   | Tests   | Tests   |
| Batting          | Batting    | Batting | Batting | Batting | Batting | Batting | Batting | Batting |
| Spieler          | Mannschaft | Spiele  | Innings | Runs    | Average | HS      | 100s    | 50s     |
| ---------------- | ---------- | ------- | ------- | ------- | ------- | ------- | ------- | ------- |
| Virender Sehwag  | Indien     | 3       | 5       | 398     | 99,50   | 173     | 1       | 3       |
| Brendon McCullum | Neuseeland | 3       | 6       | 370     | 74,00   | 225     | 1       | 1       |
| Rahul Dravid     | Indien     | 3       | 4       | 341     | 85,25   | 191     | 2       | 0       |
| Harbhajan Singh  | Indien     | 3       | 4       | 315     | 105,00  | 115     | 2       | 1       |
| Jesse Ryder      | Neuseeland | 3       | 5       | 274     | 54,80   | 103     | 1       | 2       |
| Bowling          |            |         |         |         |         |         |         |         |
| Spieler          | Mannschaft | Spiele  | Overs   | Wickets | Average | BBI     | 5W      | 10W     |
| Daniel Vettori   | Neuseeland | 3       | 200.3   | 14      | 36,57   | 5/135   | 1       | 0       |
| Pragyan Ojha     | Indien     | 3       | 167     | 12      | 37,41   | 4/107   | 0       | 0       |
| Harbhajan Singh  | Indien     | 3       | 152.3   | 10      | 42,00   | 4/76    | 0       | 0       |
| Chris Martin     | Neuseeland | 3       | 108     | 9       | 34,11   | 5/63    | 1       | 0       |
| S. Sreesanth     | Indien     | 3       | 94      | 8       | 44,25   | 3/121   | 0       | 0       |

| ODIs                | ODIs       | ODIs    | ODIs    | ODIs    | ODIs    | ODIs    | ODIs    | ODIs    |
| Batting             | Batting    | Batting | Batting | Batting | Batting | Batting | Batting | Batting |
| Spieler             | Mannschaft | Spiele  | Innings | Runs    | Average | HS      | 100s    | 50s     |
| ------------------- | ---------- | ------- | ------- | ------- | ------- | ------- | ------- | ------- |
| Gautam Gambhir      | Indien     | 5       | 5       | 329     | 109,66  | 138*    | 2       | 0       |
| Virat Kohli         | Indien     | 5       | 5       | 234     | 58,50   | 105     | 1       | 2       |
| James Franklin      | Neuseeland | 3       | 3       | 187     |         | 98*     | 0       | 2       |
| Scott Styris        | Neuseeland | 5       | 5       | 161     | 32,20   | 59      | 0       | 1       |
| Yusuf Pathan        | Indien     | 5       | 2       | 152     | 152,00  | 123*    | 1       | 0       |
| Bowling             |            |         |         |         |         |         |         |         |
| Spieler             | Mannschaft | Spiele  | Overs   | Wickets | Average | BBI     | 5W      | 10W     |
| Ravichandran Ashwin | Indien     | 5       | 47      | 11      | 21,90   | 3/24    | 0       | 0       |
| Yusuf Pathan        | Indien     | 5       | 26      | 8       | 16,75   | 3/49    | 0       | 0       |
| S. Sreesanth        | Indien     | 2       | 14.2    | 7       | 11,00   | 4/47    | 0       | 0       |
| Andy McKay          | Neuseeland | 4       | 30.3    | 7       | 32,28   | 4/62    | 0       | 0       |
| Yuvraj Singh        | Indien     | 5       | 24      | 5       | 23,40   | 3/43    | 0       | 0       |
| Ashish Nehra        | Indien     | 5       | 40      | 5       | 46,20   | 2/34    | 0       | 0       |

## Player of the Series
Als Player of the Series wurden die folgenden Spieler ausgezeichnet.
| Serie | Player of the Series |
| ----- | -------------------- |
| Test  | Harbhajan Singh      |
| ODI   | Gautam Gambhir       |

### Player of the Match
Als Player of the Match wurden die folgenden Spieler ausgezeichnet.
| Spiel   | Player of the Match |
| ------- | ------------------- |
| 1. Test | Harbhajan Singh     |
| 2. Test | Brendon McCullum    |
| 3. Test | Rahul Dravid        |
| 1. ODI  | Virat Kohli         |
| 2. ODI  | Gautam Gambhir      |
| 3. ODI  | Gautam Gambhir      |
| 4. ODI  | Yusuf Pathan        |
| 5. ODI  | Yuvraj Singh        |